# Hiromi Nakashima
Hiromi Nakashima (中島 宏海 Nakashima Hiromi?, nacido el 8 de agosto de 1993 en Fukuoka) es un futbolista japonés que se desempeña como guardameta.

## Trayectoria

### Clubes
| Club              | País  | Año    |
| ----------------- | ----- | ------ |
| Briobecca Urayasu | Japón | 2016   |
| Grulla Morioka    | Japón | 2017 - |

## Estadística de carrera

### J. League
| Club           | Año   | J. League | J. League | Copa J. League | Copa J. League | Total | Total |
| Club           | Año   | Part.     | Goles     | Part.          | Goles          | Part. | Goles |
| -------------- | ----- | --------- | --------- | -------------- | -------------- | ----- | ----- |
| Grulla Morioka | 2017  | 3         | 0         | -              | -              | 3     | 0     |
| Total          | Total | 3         | 0         | 0              | 0              | 3     | 0     |